# Żeńskie imiona słowiańskie
Żeńskie imiona słowiańskie wraz z datami imienin:

## B
Bądzsława

Biedziesława(?), Biecsława, Biecława – 19 lutego

Biezdziadka

Bogdała – 7 maja

Bogdana – 6 lutego, 6 września, 6 listopada 

Bogna – 20 czerwca, 23 lipca

Boguchwała, Bogufała – 18 marca, 23 września

Bogudać

Bogudarz, Bogodarz

Bogumiła, Bogmiła – 10 czerwca, 19 grudnia, 20 grudnia

Bogusława – 13 stycznia, 18 kwietnia, 29 kwietnia, 29 maja, 18 sierpnia

Boguwłość, Bogowłość

Boguwola, Bohuwola – 28 stycznia, 8 grudnia

Bolemira – 9 września 

Bolesława, Bosława – 22 lipca, 19 sierpnia 

Bożeciecha – 14 marca

Bożena – 13 marca, 20 czerwca

Bratumiła, Bratomiła, Bratmiła – 3 czerwca, 4 grudnia 

Bronisława – 1 września

Budzisława – 20 października, 2 grudnia 

   (wróć do indeksu)

## C
Chwalimira

Chwalisława – 30 kwietnia

Ciechosława – 30 czerwca, 4 grudnia

Ciecirada

Ciesława 

Cieszysława

Cirzpisława

Czcibora, Cibora – 15 maja, 9 września i 14 listopada

Czasława, Czesława – 12 stycznia

Czębira

Częstobrona – 3 października

Częstowojna

   (wróć do indeksu)

## D
Dadzboga – 29 września

Dalebora – 29 czerwca

Dalewuja

Damroka

Dąbrówka – 15 stycznia

Dobiegniewa – 30 stycznia 

Dobiesława, Dobosława – 14 lutego, 13 maja

Dobrawa – 15 stycznia

Dobrogniewa – 30 stycznia 

Dobromiła – 4 października, 11 października

Dobromira – 31 marca

Dobroniega – 20 stycznia, 26 sierpnia

Dobrosława, Dobrochna – 9 kwietnia

Dobrosułka – 21 kwietnia, 22 grudnia

Dobrowieść – 28 grudnia

Dobrowoja – 14 sierpnia

Dobrożyźń – 20 stycznia 

Domaczaja – 11 października

Domasława – 7 września

Drogomira – 18 lipca, 9 września, 17 listopada, 22 grudnia

Drogosława – 11 marca, 15 października, 15 grudnia

Dziadumiła – 1 lutego 

Dziesława, Dzisława – 24 marca, 22 grudnia

Dzirżysława, Dziersława, Dzirsława – 24 marca, 18 czerwca

   (wróć do indeksu)

## E
(wróć do indeksu)

## F
Falisława – 30 kwietnia

   (wróć do indeksu)

## G
Gniewosądka – 8 lutego

Godzimira

Godzisława – 24 grudnia

Gosława – 18 kwietnia, 1 grudnia

Gościrada

Gościsława – 15 października

Grodzisława

Grzymisława, Grzymsława – 24 grudnia

   (wróć do indeksu)

## H
Hubysława – 24 maja

   (wróć do indeksu)

## I
Imisława – 25 maja, 12 lipca

Izbygniewa – 3 kwietnia

   (wróć do indeksu)

## J
Janczysława

Jarogniewa – 24 sierpnia

Jaromira – 24 września

Jarosława, Jerosława – 21 stycznia

   (wróć do indeksu)

## K
Kazimiera – 4 marca, 21 sierpnia

Krzesisława, Krzesława – 22 maja, 19 grudnia

   (wróć do indeksu)

## L
Lechosława – 26 listopada

Lesława – 28 listopada

Lubomira – 23 sierpnia 

Ludomiła, Ludmiła, Ludzimiła, Ludźmiła – 20 lutego, 7 maja, 30 lipca, 16 września, 26 października

Ludomira – 21 marca, 31 lipca

Lutosława – 26 lutego, 25 marca, 26 października

   (wróć do indeksu)

## Ł
(wróć do indeksu)

## M
Małomira

Mieczysława – 1 stycznia

Milena – 24 stycznia, 24 maja, 18 czerwca

Miłosława, Miłochna – 17 stycznia, 2 lutego

Mirogniewa

Mironiega – 19 listopada

Mirosława – 26 lutego, 26 lipca

Modliboga

Mojmira

Morzysława – 24 września, 6 grudnia

Mszczuja – 2 czerwca 

Mścigniewa – 15 grudnia 

Mścisława – 9 stycznia, 9 marca, 4 listopada

Myślibora – 28 września

   (wróć do indeksu)

## N
Naczęsława – 22 lipca

Nasława – 10 lipca

Nawoja, Nawojka – 12 maja 

Niedomira, Niedamirz – 14 lutego

Niegosława – 1 lipca

Nieluba

Niemiła

Nieradka

Niesiebądka, Niesiebudka

Niestanka – 7 kwietnia

   (wróć do indeksu)

## P
Pakosława – 15 lutego

Pęcisława, Pęcsława, Pęcława, Pęsława – 25 stycznia, 4 sierpnia, 5 grudnia

Pękosława – 19 maja

Pężyrka

Przeborka – 18 czerwca

Przedsława, Przecsława, Przecława, Przesława – 16 lutego, 21 maja

Przemysława – 13 kwietnia

Przezprawa

Przybycześć – 28 kwietnia

Przybysława – 12 grudnia

   (wróć do indeksu)

## R
Racisława

Racsława, Racława, Ratsława, Recsława, Recława, Retsława, Rasława – 5 września

Radomiła – 11 czerwca, 13 lipca, 13 sierpnia

Radosława, Radsława, Redsława – 3 lipca, 9 września

Radochna – 2 czerwca 

Radzisława

Rosława – 17 stycznia, 7 października

Rościsława – 7 października

Rzepicha

   (wróć do indeksu)

## S
Samboja – 13 grudnia

Sędzisława – 7 lipca

Siabora, Szabora, Szebora – 21 października

Sieciesława, Siecsława, Siecława, Siesława – 6 kwietnia

Sięgniewa

Sirosława – 27 lutego

Sjęgniewa 

Skarbimira

Sława – 8 maja, 6 sierpnia, 14 sierpnia, 13 listopada, 23 grudnia

Sławobora – 25 marca 

Sławomira – 23 grudnia

Smysława – 31 stycznia

Sobiesława – 21 stycznia, 1 grudnia

Stanisława – 8 maja, 14 sierpnia, 13 listopada

Stojsława, Stoisława – 22 lipca

Stronisława – 5 września

Strzeżysława, Strzesława – 5 lutego

Suligniewa – 30 maja

Sulisława – 17 października

   (wróć do indeksu)

## Ś
Ścibora – 15 maja, 9 września, 14 listopada

Świebora – 21 października

Świętomira – 11 lutego

Świętosława, Święcsława, Święsława – 3 maja

Świętożyźń – 12 lipca

   (wróć do indeksu)

## T
Tolisława – 25 lutego, 25 czerwca

Tomiła – 10 października

Tomira – 24 maja

Tomisława – 10 lutego, 27 lipca, 21 grudnia

Tosława – 22 lipca

Trzebiesława, Trzebosława – 12 lutego

Tworzysława – 18 sierpnia

   (wróć do indeksu)

## U
Ubysława – 24 maja

Uniesława, Unisława – 3 lutego

   (wróć do indeksu)

## W
Wacława – 13 października, 28 września
Wielisława – 29 stycznia, 9 grudnia

Wieńczysława – 25 marca 

Wiesława – 22 maja, 9 grudnia

Więcesława, Więcsława, Więcława – 18 lutego, 28 września

Wirzchosława – 3 marca, 26 sierpnia 

Wisława – 22 maja, 15 czerwca

Witosława – 4 lutego

Władysława – 2 kwietnia, 27 czerwca, 25 września

Włodzimira – 16 stycznia, 25 kwietnia, 25 września

Włościsława – 3 stycznia

Wojciecha, Wociecha – 24 lipca

Wojsława, Wojesława – 8 października

Wolisława – 16 grudnia

Wrocisława, Wrocsława – 23 stycznia

Wszebora – 21 października

Wszemiła – 22 listopada

Wyszeniega – 21 lutego, 4 kwietnia

Wyszesława, Wysława – 11 lipca

   (wróć do indeksu)

## Z
Zbigniewa, Zbygniewa – 17 marca

Zbysława – 30 listopada

Zdzisława, Zdziesława – 3 stycznia, 29 stycznia, 28 listopada, 16 grudnia

Zwnisława – 10 marca

   (wróć do indeksu)

## Ż
Żelisława – 29 stycznia, 23 lipca

Żyrborka? 

Żyrosława – 18 sierpnia

Żywia – 21 marca

   (wróć do indeksu)